# Georges Grandjean (rugby à XIII)
Pas d'image ? Cliquez ici

a Compétitions nationales et continentales officielles uniquement.

b Matchs officiels uniquement.
Georges Grandjean, né le 24 juillet 1967, est un joueur et arbitre de rugby à XIII dans les années 1980 et 1990. Il occupe le poste de talonneur ou de troisième ligne.
Il joue pour Lézignan où il est titulaire régulier durant plus d'une décennie et dispute notamment la finale de la Coupe de France en 1999 aux côtés de Laurent Ferrères et Thierry Valéro.
Fort de ses performances en club, il est sélectionné à trois reprises entre 1992 et 1994 en équipe de France. Après sa carrière, il devient arbitre de rugby à XIII.

## Palmarès
- Collectif :
  - Finaliste de la Coupe de France : 1999 (Lézignan).

### Détails en sélection
| 1. | 22 mars 1992 | Pays de Galles            | 6-35  | Test-match | Deuxième ligne  | - | - | - | - |
| 2. | 20 mars 1994 | Grande-Bretagne           | 4-12  | Test-match | Troisième ligne | - | - | - | - |
| 3. | 26 juin 1994 | Papouasie-Nouvelle-Guinée | 22-29 | Tournée    | Remplaçant      | - | - | - | - |